# Charlie Heck
Charlie Heck (Kansas City, Misuri, 20 de noviembre de 1996) es un jugador profesional estadounidense de fútbol americano que se desempeña en la posición de offensive tackle en Houston Texans, equipo de la National Football League (NFL).

## Carrera
Fue seleccionado en la cuarta ronda en la Reunión Anual de Selección de Jugadores de la NFL de 2020. Hizo su debut profesional con el equipo Houston Texans, donde lleva jugando cuatro temporadas.